# جیمی ویترسپون
جیمی ویترسپون (انگلیسی: Jimmy Witherspoon؛ ۸ اوت ۱۹۲۰ – ۱۸ سپتامبر ۱۹۹۷) یک موسیقی‌دان اهل ایالات متحده آمریکا بود.